# Maria II d'Inghilterra
Maria II Stuart (St. James's, 30 aprile 1662 – Kensington Palace, 28 dicembre 1694) è stata regina d'Inghilterra e Irlanda dal 13 febbraio 1689 fino alla morte, e regina di Scozia dall'11 aprile 1689.
Di fede anglicana, salì al trono in seguito alla Gloriosa rivoluzione, durante la quale fu deposto suo padre, il cattolico Giacomo II. Maria regnò congiuntamente al marito e primo cugino Guglielmo III, che divenne unico regnante dopo la sua morte. Maria, sebbene sovrana di suo proprio diritto, non esercitò il potere durante la maggior parte del suo regno: governò, tuttavia, mentre il marito si trovava sul continente per combattere contro gli eserciti del Re Sole.

## Biografia

### Primi anni

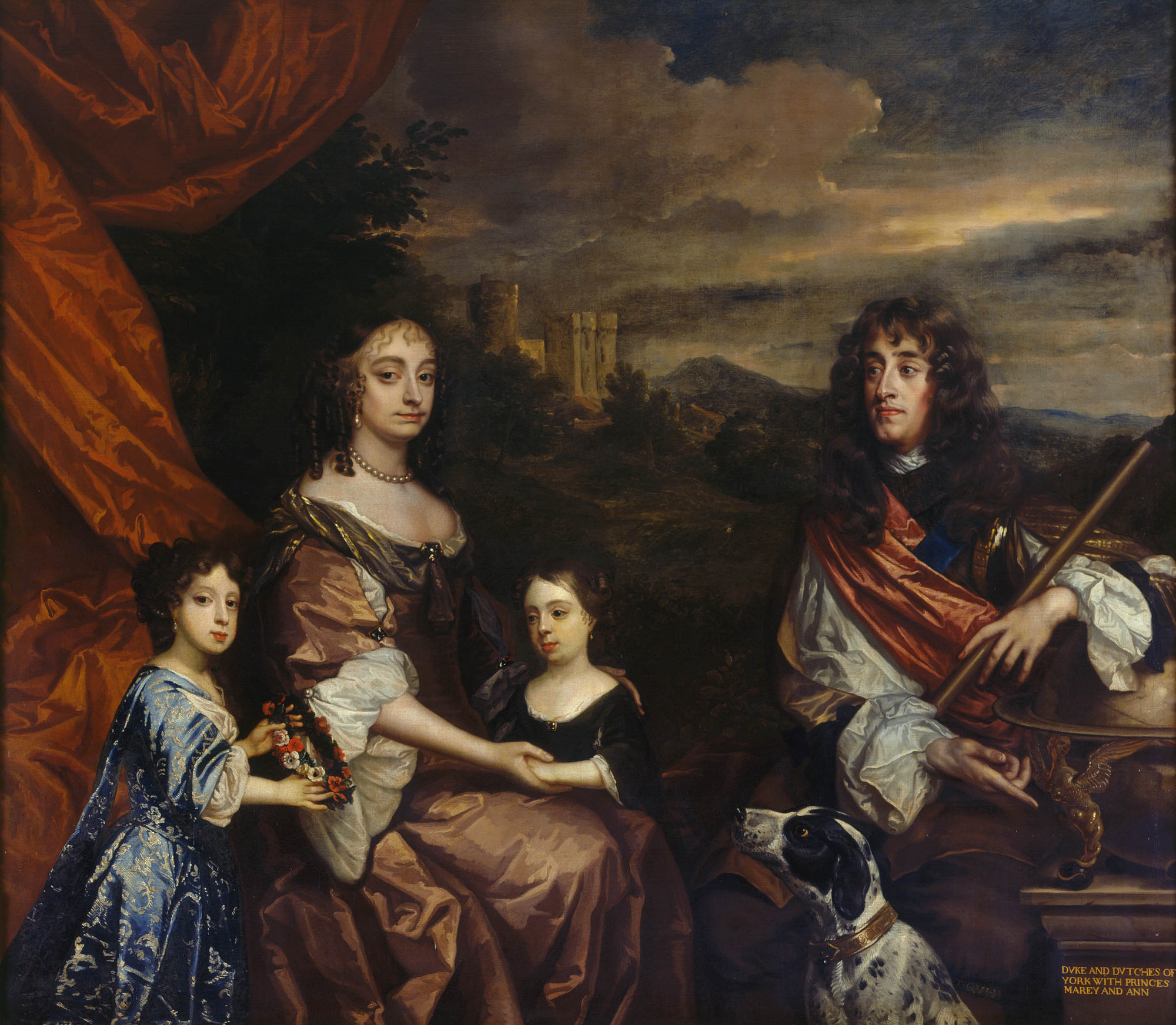
La famiglia di Giacomo, duca di York, con le due figlie Maria (a sinistra) e Anna (a destra)

Maria nacque a Londra. Seconda di otto figli, era la prima figlia femmina del duca di York, il futuro Giacomo II d'Inghilterra, e della sua prima moglie, Lady Anna Hyde. Lo zio di Maria era il re Carlo II; suo nonno materno, Edward Hyde, primo conte di Clarendon, servì per un lungo periodo come primo consigliere del re Carlo. Maria venne battezzata secondo il rito anglicano nella Cappella Reale del palazzo di St. James e prese il nome dall'antenata Maria Stuarda. Tra i suoi padrini vi fu anche il cugino di suo padre, il principe Rupert del Reno.
Suo padre si convertì al cattolicesimo romano nel 1668 o nel 1669, ma Maria e la sorella Anna furono educate come anglicane, in conformità ai dettami di Carlo II. La madre di Maria morì nel 1671; suo padre si sposò ancora nel 1673, prendendo come seconda moglie la cattolica Maria Beatrice d'Este, che aveva appena quattro anni in più di Maria. Quest'ultima trascorse la propria infanzia a Richmond Palace, dove venne allevata con la sorella dalla governante lady Frances Villiers, con solo visite occasionali ai genitori al palazzo di Saint James o al nonno materno, lord Clarendon, a Twickenham. L'educazione di Maria, tramite tutori privati, venne ristretta ai campi della musica, della danza, del disegno, della lingua francese e della religione.

### Il matrimonio infelice

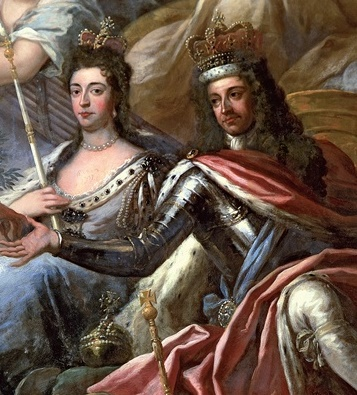
Maria II con il consorte Guglielmo III

Dall'età di nove anni circa e fino al suo matrimonio, Maria intrattenne una fitta corrispondenza con una ragazza più grande di lei, Frances Apsley, figlia del cortigiano sir Allen Apsley. All'età di quindici anni, la principessa Maria fu promessa sposa allo Statolder d'Olanda, il principe Guglielmo d'Orange. Guglielmo era il figlio della sua zia paterna, Maria Stuart, e il principe Guglielmo II d'Orange-Nassau. All'inizio, Carlo II si oppose a un'alleanza con il governante olandese; avrebbe preferito che Maria sposasse l'erede al trono francese, il delfino Luigi, ma in seguito diede il suo consenso, visto che un'eventuale coalizione con gli olandesi stava diventando sempre più politicamente favorevole. Pressato dal Parlamento, dal fratello re e da lord Danby, il duca di York acconsentì alle nozze, affermando falsamente che voleva acquistare popolarità presso i protestanti. Quando Giacomo comunicò alla figlia che avrebbe dovuto sposare il cugino, ella pianse tutto il pomeriggio e il giorno successivo.
Guglielmo e una straziata Maria si sposarono nella cappella del palazzo di St. James con il vescovo Henry Compton come officiante il 4 novembre 1677. Maria, come stabilito dal contratto matrimoniale, avrebbe dovuto seguire il marito nei Paesi Bassi, ma la partenza alla volta dell'Olanda dovette essere ritardata di quasi un mese a causa del brutto tempo che imperversava sul mare. Quando pure la coppia si fu imbarcata e giunse ad avvistare le coste olandesi, ci si rese conto che Rotterdam, data la stagione, era inaccessibile per via dell'acqua completamente ghiacciata attorno al porto (si era nel pieno della cosiddetta piccola era glaciale) e pertanto la nave venne costretta ad attraccare nel piccolo villaggio di Ter Heijde; da lì la coppia dovette poi proseguire a piedi tra la neve, fino a incontrare una carrozza che li trasportò fino a Huis Honselaarsdijk. Il 14 dicembre la coppia fece il suo ingresso formale a L'Aia con una grandiosa processione.
La vivace personalità e la natura di Maria la resero subito popolare presso il popolo olandese e il suo matrimonio con un principe protestante aumentò da subito la popolarità della sua famiglia in Gran Bretagna. Pur rimanendo devotamente fedele al marito, questi non la ripagava dei giusti affetti, apparendo spesso freddo nei confronti di Maria. Nel corso del loro primo mese di matrimonio, Maria rimase incinta, ma nel corso di una visita con il marito presso la città fortificata di Breda ebbe un tracollo e un'emorragia che compromise la sua gravidanza. Fenomeni simili si verificarono nuovamente a metà del 1678, all'inizio del 1679 e all'inizio del 1680, con gravidanze che si conclusero in aborti. Secondo i membri della sua cerchia ristretta, la mancanza di figli fu per lei la principale fonte di infelicità. 
Da maggio del 1684 il figlio illegittimo del re, James Scott, duca di Monmouth, si trasferì a vivere nei Paesi Bassi, dove venne accolto da Guglielmo e da Maria. Monmouth era visto alla corte inglese come un rivale del duca di York, dal momento che egli aveva già anche un figlio, allevato secondo la fede protestante, fatto che avrebbe potuto condurre il parlamento a soppiantare Giacomo, duca di York, come legittimo successore al trono. Guglielmo d'Olanda, invece, decise di accoglierlo positivamente, ritenendo che avesse insufficienti pretese per il trono e che tutto sommato fosse un valido alleato protestante.
|                      |                      |                      |                      | Edward Hyde 1609–1674 | Edward Hyde 1609–1674 | Edward Hyde 1609–1674 | Edward Hyde 1609–1674 | Edward Hyde 1609–1674 | Edward Hyde 1609–1674 |                     |                     |                     |                     |  |  |                    |                    |                    |                    |                    |                    |  |  |                            |                            |                            |                            |                            |                            |  |  | Carlo I 1600–1649            | Carlo I 1600–1649            | Carlo I 1600–1649            | Carlo I 1600–1649            | Carlo I 1600–1649            | Carlo I 1600–1649            |  |  |                       |                       |                       |                       |                       |                       |  |  |  |  |  |  |  |  |  |  |  |  |  |  |  |  |  |  |  |  |
|                      |                      |                      |                      | Edward Hyde 1609–1674 | Edward Hyde 1609–1674 | Edward Hyde 1609–1674 | Edward Hyde 1609–1674 | Edward Hyde 1609–1674 | Edward Hyde 1609–1674 |                     |                     |                     |                     |  |  |                    |                    |                    |                    |                    |                    |  |  |                            |                            |                            |                            |                            |                            |  |  | Carlo I 1600–1649            | Carlo I 1600–1649            | Carlo I 1600–1649            | Carlo I 1600–1649            | Carlo I 1600–1649            | Carlo I 1600–1649            |  |  |                       |                       |                       |                       |                       |                       |  |  |  |  |  |  |  |  |  |  |  |  |  |  |  |  |  |  |  |  |
|                      |                      |                      |                      |                       |                       |                       |                       |                       |                       |                     |                     |                     |                     |  |  |                    |                    |                    |                    |                    |                    |  |  |                            |                            |                            |                            |                            |                            |  |  |                              |                              |                              |                              |                              |                              |  |  |                       |                       |                       |                       |                       |                       |  |  |  |  |  |  |  |  |  |  |  |  |  |  |  |  |  |  |  |  |
| Henry Hyde 1638–1709 | Henry Hyde 1638–1709 | Henry Hyde 1638–1709 | Henry Hyde 1638–1709 | Henry Hyde 1638–1709  | Henry Hyde 1638–1709  |                       |                       | Anne Hyde 1637–1671   | Anne Hyde 1637–1671   | Anne Hyde 1637–1671 | Anne Hyde 1637–1671 | Anne Hyde 1637–1671 | Anne Hyde 1637–1671 |  |  |                    |                    |                    |                    |                    |                    |  |  | Giacomo II & VII 1633–1701 | Giacomo II & VII 1633–1701 | Giacomo II & VII 1633–1701 | Giacomo II & VII 1633–1701 | Giacomo II & VII 1633–1701 | Giacomo II & VII 1633–1701 |  |  | Maria 1631–1660              | Maria 1631–1660              | Maria 1631–1660              | Maria 1631–1660              | Maria 1631–1660              | Maria 1631–1660              |  |  | Carlo II 1630–1685    | Carlo II 1630–1685    | Carlo II 1630–1685    | Carlo II 1630–1685    | Carlo II 1630–1685    | Carlo II 1630–1685    |  |  |  |  |  |  |  |  |  |  |  |  |  |  |  |  |  |  |  |  |
| Henry Hyde 1638–1709 | Henry Hyde 1638–1709 | Henry Hyde 1638–1709 | Henry Hyde 1638–1709 | Henry Hyde 1638–1709  | Henry Hyde 1638–1709  |                       |                       | Anne Hyde 1637–1671   | Anne Hyde 1637–1671   | Anne Hyde 1637–1671 | Anne Hyde 1637–1671 | Anne Hyde 1637–1671 | Anne Hyde 1637–1671 |  |  |                    |                    |                    |                    |                    |                    |  |  | Giacomo II & VII 1633–1701 | Giacomo II & VII 1633–1701 | Giacomo II & VII 1633–1701 | Giacomo II & VII 1633–1701 | Giacomo II & VII 1633–1701 | Giacomo II & VII 1633–1701 |  |  | Maria 1631–1660              | Maria 1631–1660              | Maria 1631–1660              | Maria 1631–1660              | Maria 1631–1660              | Maria 1631–1660              |  |  | Carlo II 1630–1685    | Carlo II 1630–1685    | Carlo II 1630–1685    | Carlo II 1630–1685    | Carlo II 1630–1685    | Carlo II 1630–1685    |  |  |  |  |  |  |  |  |  |  |  |  |  |  |  |  |  |  |  |  |
|                      |                      |                      |                      |                       |                       |                       |                       |                       |                       |                     |                     |                     |                     |  |  |                    |                    |                    |                    |                    |                    |  |  |                            |                            |                            |                            |                            |                            |  |  |                              |                              |                              |                              |                              |                              |  |  |                       |                       |                       |                       |                       |                       |  |  |  |  |  |  |  |  |  |  |  |  |  |  |  |  |  |  |  |  |
|                      |                      |                      |                      |                       |                       |                       |                       |                       |                       |                     |                     |                     |                     |  |  |                    |                    |                    |                    |                    |                    |  |  | Giacomo 1688–1766          |                            |                            |                            |                            |                            |  |  |                              |                              |                              |                              |                              |                              |  |  |                       |                       |                       |                       |                       |                       |  |  |  |  |  |  |  |  |  |  |  |  |  |  |  |  |  |  |  |  |
|                      |                      |                      |                      |                       |                       |                       |                       |                       |                       |                     |                     |                     |                     |  |  |                    |                    |                    |                    |                    |                    |  |  |                            |                            |                            |                            |                            |                            |  |  |                              |                              |                              |                              |                              |                              |  |  |                       |                       |                       |                       |                       |                       |  |  |  |  |  |  |  |  |  |  |  |  |  |  |  |  |  |  |  |  |
|                      |                      |                      |                      |                       |                       |                       |                       |                       |                       |                     |                     |                     |                     |  |  |                    |                    |                    |                    |                    |                    |  |  |                            |                            |                            |                            |                            |                            |  |  |                              |                              |                              |                              |                              |                              |  |  |                       |                       |                       |                       |                       |                       |  |  |  |  |  |  |  |  |  |  |  |  |  |  |  |  |  |  |  |  |
|                      |                      |                      |                      |                       |                       |                       |                       | Anna 1665–1714        | Anna 1665–1714        | Anna 1665–1714      | Anna 1665–1714      | Anna 1665–1714      | Anna 1665–1714      |  |  | Maria II 1662–1694 | Maria II 1662–1694 | Maria II 1662–1694 | Maria II 1662–1694 | Maria II 1662–1694 | Maria II 1662–1694 |  |  |                            |                            |                            |                            |                            |                            |  |  | Guglielmo III & II 1650–1702 | Guglielmo III & II 1650–1702 | Guglielmo III & II 1650–1702 | Guglielmo III & II 1650–1702 | Guglielmo III & II 1650–1702 | Guglielmo III & II 1650–1702 |  |  | James Scott 1649–1685 | James Scott 1649–1685 | James Scott 1649–1685 | James Scott 1649–1685 | James Scott 1649–1685 | James Scott 1649–1685 |  |  |  |  |  |  |  |  |  |  |  |  |  |  |  |  |  |  |  |  |
|                      |                      |                      |                      |                       |                       |                       |                       | Anna 1665–1714        | Anna 1665–1714        | Anna 1665–1714      | Anna 1665–1714      | Anna 1665–1714      | Anna 1665–1714      |  |  | Maria II 1662–1694 | Maria II 1662–1694 | Maria II 1662–1694 | Maria II 1662–1694 | Maria II 1662–1694 | Maria II 1662–1694 |  |  |                            |                            |                            |                            |                            |                            |  |  | Guglielmo III & II 1650–1702 | Guglielmo III & II 1650–1702 | Guglielmo III & II 1650–1702 | Guglielmo III & II 1650–1702 | Guglielmo III & II 1650–1702 | Guglielmo III & II 1650–1702 |  |  | James Scott 1649–1685 | James Scott 1649–1685 | James Scott 1649–1685 | James Scott 1649–1685 | James Scott 1649–1685 | James Scott 1649–1685 |  |  |  |  |  |  |  |  |  |  |  |  |  |  |  |  |  |  |  |  |

### Il regno di Giacomo II

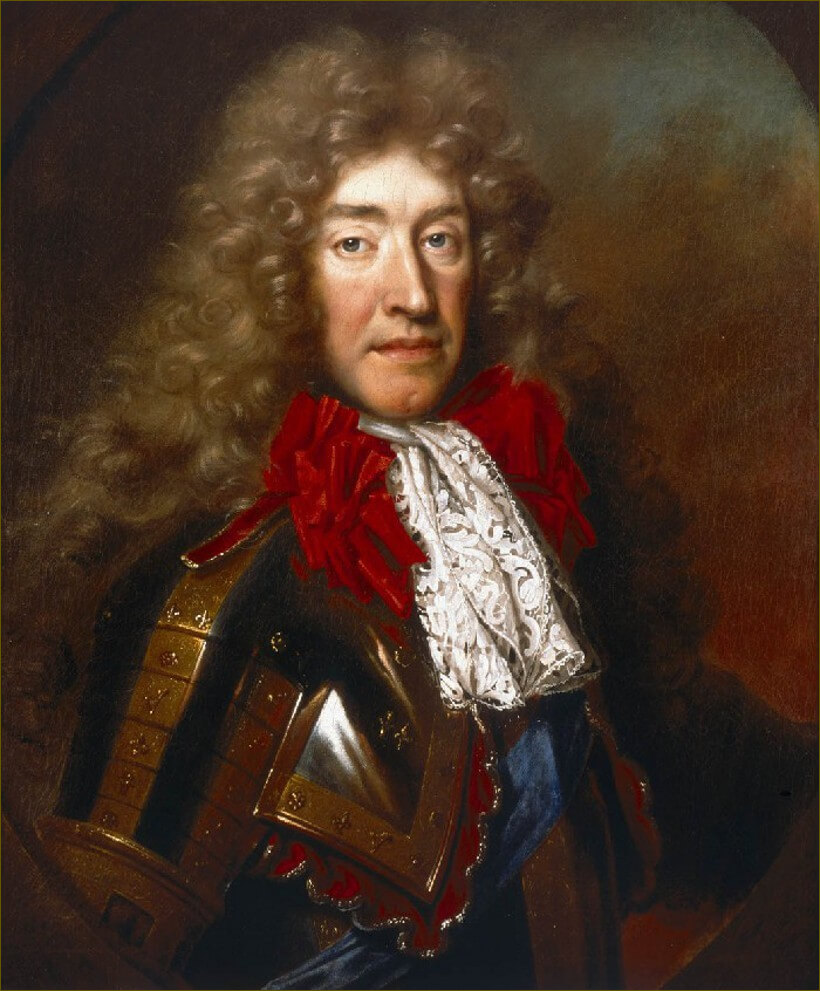
Giacomo II, padre di Maria, ultimo monarca cattolico di Gran Bretagna. Ritratto di Nicolas de Largillière, 1686 circa.

Alla morte di Carlo II senza eredi legittimi, a febbraio del 1685, il duca di York suo fratello divenne re con il nome di Giacomo II in Inghilterra e Irlanda e come Giacomo VII in Scozia. Maria stava giocando a carte con il marito quando venne informata della successione del padre e quindi della sua nomina a erede presunta del regno. Quando il figlio illegittimo di Carlo, il duca di Monmouth, assemblò ad Amsterdam delle truppe intenzionate a condurre un'invasione della Gran Bretagna, Guglielmo d'Olanda prontamente informò il suocero di tali atti, e ordinò ai reggimenti inglesi di stanza nei Paesi Bassi di fare ritorno in patria. Grazie alla prontezza di Guglielmo, il duca di Monmouth venne sconfitto, catturato e poi giustiziato, ma sia lo stadtholder che Maria deplorarono tali azioni pubblicamente.
Giacomo, sempre più malvisto in Inghilterra, tenne inoltre una controversa politica religiosa; il suo tentativo di garantire la libertà religiosa anche ai non-anglicani, sospendendo delle leggi del parlamento per decreto reale, non venne ben recepito. Maria, dal canto suo, considerò l'azione di suo padre come assolutamente illegale; il suo cappellano riportò questo parere della principessa in una lettera all'arcivescovo di Canterbury. Ancora una volta Maria si oppose alla politica del padre quando questi si rifiutò di aiutare i Paesi Bassi quando il re cattolico di Francia, Luigi XIV, decise di invadere l'Olanda per perseguitare gli ugonotti li rifugiati. Nel tentativo di danneggiare la figura del genero Guglielmo, Giacomo II d'Inghilterra incoraggiò lo staff di sua figlia a informarla del fatto che Guglielmo aveva una relazione amorosa con Elizabeth Villiers, dama di compagnia della principessa. Sulla base delle informazioni ricevute, Maria attese fuori dalla stanza della Villiers e colse il marito nell'atto di lasciare la stanza della dama in piena notte. Guglielmo, fin dal primo momento, negò qualsiasi relazione amorosa o adulterio e Maria apparentemente gli credette o comunque lo perdonò. Studi recenti hanno suggerito il fatto che la Villiers e Guglielmo probabilmente non fossero ancora amanti all'epoca, bensì che la donna si incontrasse con il principe d'Orange in gran segreto per discutere di intelligence diplomatica, nella quale può essere che lei stessa fosse coinvolta a livello di spionaggio. Maria decise di rinviare in Gran Bretagna tutto il suo personale e venne solo successivamente a scoprire che in realtà la Villiers aveva realmente intrapreso una relazione con suo marito, appena tre anni dopo il loro matrimonio.

### La Gloriosa Rivoluzione

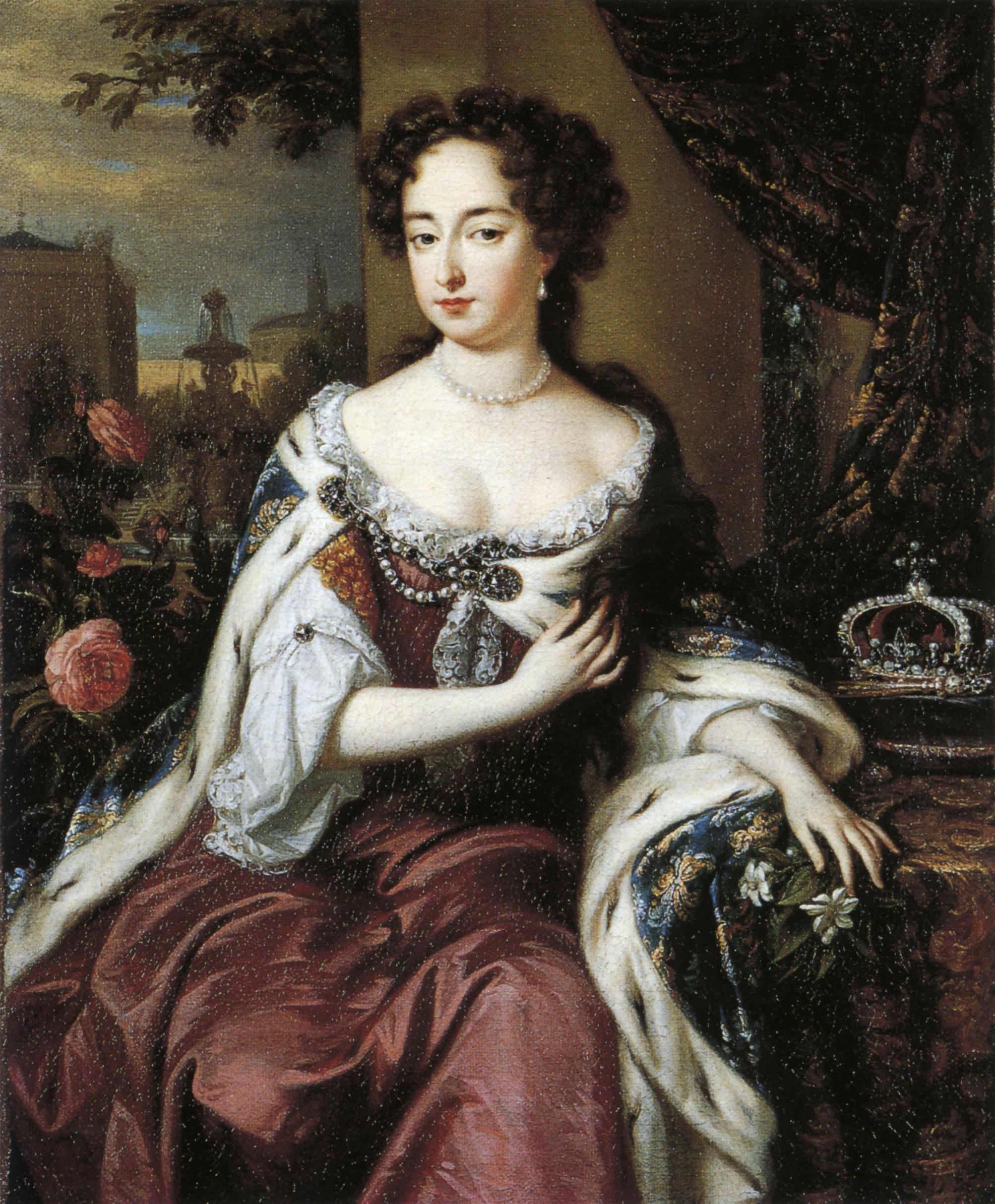
Maria II ritratta da William Wissing

A fronte della situazione politica e sociale creatasi in Inghilterra con il regno di Giacomo II, diversi politici e nobili protestanti entrarono in contatto con il marito di Maria già dal 1686. Dopo che Giacomo costrinse il clero anglicano a leggere la Dichiarazione di Indulgenza (il proclama che garantiva la libertà religiosa ai dissidenti) dai pulpiti delle loro chiese a maggio del 1688, la sua impopolarità accrebbe notevolmente. L'allarme pubblico aumentò quando la regina Maria Beatrice diede alla luce un figlio, Giacomo Edoardo, a giugno del 1688, dal momento che era stabilito che, contrariamente a Maria e ad Anna, sarebbe stato cresciuto come cattolico romano. Alcuni accusarono il re del fatto che il bambino non fosse suo, ma che fosse stato sostituito segretamente alla nascita dell'ultimo figlio morto della sovrana. Anche se non vi sono prove che supportino questa ipotesi, Maria sfidò pubblicamente la legittimità del bambino, giungendo a una rottura con suo padre.
Il 30 giugno i "sette immortali" richiesero in segreto a Guglielmo d'Orange, che si trovava ancora nei Paesi Bassi con Maria, di recarsi in Inghilterra con un esercito e spodestare il suocero Giacomo II. Inizialmente Guglielmo si dimostrò riluttante a questa proposta; egli era geloso della posizione di sua moglie in qualità di erede della corona inglese e temeva che sarebbe diventata più potente di lui dopo l'ascesa al trono della coppia. Maria, comunque, convinse il marito di non avere a cuore il potere politico. Guglielmo accettò quindi di procedere all'invasione. Le sue intenzioni divennero pubbliche nel settembre 1688 e l'esercito olandese sbarcò il 5 novembre con a capo Guglielmo stesso, mentre Maria venne fatta rimanere per sicurezza nei Paesi Bassi. La fiducia del popolo inglese nei confronti di Giacomo II era così bassa che la gente non mise in atto alcun tentativo per salvare il proprio re, per quanto Guglielmo comunque si fosse premunito di fare precedere la propria invasione da un apposito comunicato rivolto al popolo inglese nel quale precisava che la sua invasione avrebbe avuto esclusivamente il proposito di "consentire al parlamento inglese di riunirsi liberamente e legalmente". L'11 dicembre il re sconfitto tentò la fuga, ma venne intercettato. Un secondo tentativo, compiuto il 23 dicembre, ebbe invece successo. Guglielmo, desiderando non infierire contro il suocero e per dimostrarsi da subito benvoluto, deliberatamente permise a Giacomo di fuggire in Francia, dove visse in esilio fino alla morte.
In questa circostanza Maria si trovò combattuta tra l'affetto per suo padre, quello per suo marito e il desiderio della corona d'Inghilterra, ma alla fine si convinse che le azioni di Guglielmo dovevano essere giuste, per quanto spiacevoli, dal momento che esse si rivelavano le migliori per "salvare la Chiesa e lo Stato". Dopo il capodanno Maria si recò in Inghilterra, descrivendo nel suo diario la "gioia segreta" di fare ritorno nella sua patria, ma anche una certa "costernazione per le sorti di suo padre". Guglielmo, che ebbe una lunga discussione con la moglie quando si incontrò con lei nell'Inghilterra meridionale, le impose un atteggiamento raggiante durante la loro entrata trionfale a Londra. Così facendo, venne criticata pesantemente da John Evelyn e da Sarah Churchill per essere apparsa così fredda nei confronti del padre appena spodestato e della sua costrizione all'esilio in terra straniera. Giacomo II, dall'esilio, scrisse poi alla figlia criticando la sua slealtà, fatto che dispiacque molto alla pia Maria.

### Un trono per due

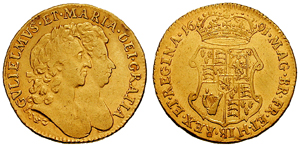
Ghinea con le effigi di Maria II e Guglielmo III

Il monogramma personale della regina Maria II e del re Guglielmo III

Nel 1689 si riunì una convenzione parlamentare indetta dal Principe d'Orange nella quale si tenne una notevole discussione circa le azioni appropriate da intraprendere. Un partito, guidato da lord Danby, riteneva che Maria dovesse regnare come sola monarca, in quanto erede legittima dell'ultimo sovrano, mentre Guglielmo e i suoi oppositori ritenevano che il principe d'Orange non potesse essere assoggettato a sua moglie. Guglielmo d'Orange si sentiva insicuro nella sua posizione e desiderava governare come re, piuttosto che fungere da semplice consorte di una regina, data la sua recente successione al trono che ancora lo faceva sentire "straniero" in questa nuova terra. L'unico precedente di una monarchia congiunta, del resto, risaliva al XVI secolo, quando Maria I aveva sposato il principe spagnolo Filippo ed era stato concordato che questi avrebbe preso il titolo di re, ma solo durante il periodo di vita della moglie, oltre a porre delle limitazioni al suo potere. Guglielmo, invece, richiese di restare re anche dopo la morte della moglie. Anche se alcuni avevano proposto che fosse lei l'unica regnante, Maria, restando fedele al marito, rifiutò.
Il 13 febbraio 1689 il Parlamento approvò la Dichiarazione dei Diritti (Bill of Rights), nella quale si riteneva che Giacomo, con il tentativo di fuga dell'11 dicembre 1688, avesse de facto abdicato il governo del regno e che il trono fosse quindi divenuto vacante. Il Parlamento non offrì la corona a Giacomo Edoardo, figlio maggiore di Giacomo II (che sarebbe stato il legittimo erede in circostanze normali), ma invece la offrì a Guglielmo e Maria come sovrani congiunti. Fu comunque previsto che "l'unico e pieno esercizio del potere regale risieda solo e sia eseguito da detto principe di Orange, in nome di detti principe e principessa, durante le loro vite congiunte." La dichiarazione venne successivamente estesa a escludere non solo Giacomo II e i suoi eredi (a eccezione di Anna) dal trono, ma tutti i sovrani cattolici, dal momento che "l'esperienza ci ha insegnato quanto sia sbagliato per la sicurezza e la gestione di un regno protestante l'essere governato da un principe papista".
Anche dopo queste dichiarazioni, in Scozia continuava a persistere un sostanziale sostegno a favore dell'ormai ex re Giacomo II. Il visconte Dundee, poco dopo, raccolse un'armata nelle Highlands scozzesi e si guadagnò una vittoria a Killiecrankie il 27 luglio di quello stesso anno. Le pesanti perdite subite dalle truppe di Dundee assieme alla ferita fatale da cui venne colpito all'inizio dello scontro, archiviarono definitivamente gli ultimi stralci di resistenza a Guglielmo e la rivolta venne ben presto schiacciata con la pesante sconfitta, il mese successivo, subita dagli scozzesi nella Battaglia di Dunkeld.

### Il regno

Il monogramma personale della regina Maria II.

Il vescovo di Londra, Henry Compton, incoronò insieme Guglielmo e Maria nell'Abbazia di Westminster l'11 aprile 1689. Solitamente era l'arcivescovo di Canterbury a celebrare le incoronazioni, ma l'arcivescovo dell'epoca, William Sancroft, per quanto anglicano di fede, si rifiutò di riconoscere la rimozione di Giacomo II. Nel giorno dell'incoronazione, la Convenzione degli Stati Scozzesi — che era ancora più divisa del Parlamento inglese — dichiarò infine che Giacomo non dovesse più essere ritenuto re di Scozia. A Guglielmo e Maria fu offerta dunque anche la corona scozzese; accettarono l'11 maggio giurando ufficialmente a Londra.
Con il passaggio del Bill of Rights a dicembre del 1689 vennero approvate delle misure che ristabilirono la situazione governativa dell'Inghilterra a come era prima della Dichiarazione dei Diritti, ristabilendo quindi le restrizioni sulla prerogativa reale; lo stesso documento prevedeva inoltre, tra le altre cose, che il sovrano non potesse sospendere una legge approvata dal parlamento, richiedere tasse senza il consenso del parlamento, infrangere il diritto di petizione, convocare l'esercito permanente in tempo di pace senza il consenso del parlamento, negare il diritto di portare le armi a un suddito protestante, interferire con le elezioni parlamentari, punire i membri di ciascuna delle due camere del parlamento per quanto detto in un dibattito, richiedere grazie eccessive, o infliggere punizioni crudeli o inusuali. Secondo lo stesso Bill of Rights venne confermata inoltre la nuova linea di successione al trono. Dopo la morte di Guglielmo III o di Maria II, infatti, l'uno o l'altro avrebbero continuato a regnare anche dopo la morte del coniuge. Come legittimi eredi della coppia vi sarebbero stati i figli avuti dai due, seguiti poi dalla sorella di Maria, Anna, e dai figli di questa. Gli ultimi in linea di successione vennero dichiarati i figli che Guglielmo III avrebbe avuto da un qualsiasi altro successivo matrimonio.
Dal 1690 in poi Guglielmo fu spesso assente dall'Inghilterra, impegnato in una serie di campagne militari che generalmente lo impegnavano dalla primavera all'autunno. Nel 1690 combatté i giacobiti in Irlanda, e mentre il marito era all'estero, Maria amministrò il governo del reame grazie a un Gabinetto di Consiglio composto da nove membri. Malgrado questa grande responsabilità affidatagli, Maria era tutt'altro che favorevole ad assumere il potere per sé, sentendosi "privata di tutto ciò che mi è più caro nella persona di mio marito, lasciata tra costoro che per me sono perfetti sconosciuti: mia sorella è di carattere così riservato che posso ricevere ben poco conforto da lei." Il rapporto con la sorella Anna si era notevolmente raggelato quando le due sorelle avevano avuto delle discussioni in materia di denaro, e perché Anna disapprovava la presenza di Guglielmo III.
Come governante Maria fu attiva e si preoccupò, "inorridita", di indagare le responsabilità del massacro di Glencoe, "chiedendo insistentemente l'apertura di un'inchiesta per preservare la reputazione del re". Guglielmo, intanto, aveva già sconfitto i giacobiti irlandesi nel 1692, ma stava proseguendo delle campagne all'estero contro la Francia nei Paesi Bassi. Mentre suo marito si trovava in patria, Maria si sottometteva alla sua presenza, ma quando egli era assente dava prova di essere una governante inflessibile, come fece ordinando l'arresto di suo zio, Henry Hyde, II conte di Clarendon, per aver complottato per riporre Giacomo II sul trono. Nel gennaio del 1692, l'influente John Churchill, I conte di Marlborough, venne cacciato da corte sulla base di simili accuse, anche se tale cacciata diminuì notevolmente la sua popolarità e ne minò le relazioni con la sorella della regina, Anna (fortemente influenzata dalla moglie di Churchill, Sarah). Anna si faceva spesso vedere a corte con Sarah, in modo da perorare la causa dei Churchill caduti in disgrazia, fatto che spinse alla fine Maria a chiedere a sua sorella di interrompere quella scomoda amicizia e di svuotare i suoi alloggi.
Maria si ammalò di febbre ad aprile del 1689, mancando alla messa domenicale a cui partecipava assiduamente da 12 anni, non riuscendo nemmeno a recarsi in visita alla sorella che era incinta. Dopo che Maria ritornò in forma, il bambino dato alla luce da sua sorella Anna morì, e quando la regina si recò in visita alla sorella non mancò di rimproverarle un'ennesima volta lo scomodo rapporto intessuto con Sarah Churchill. Le sorelle non si videro mai più. Marlborough venne arrestato e imprigionato, ma poi rilasciato quando il suo accusatore si rivelò un impostore. Maria riportò nel suo diario come la breccia creatasi tra le due sorelle fosse una punizione divina per l'"irregolarità" della Rivoluzione che aveva portato il loro padre a perdere il trono. Di carattere estremamente devoto, due volte al giorno dedicava dei momenti di preghiera con il suo successore. Molte delle sue proclamazioni autonome si focalizzarono a combattere la licenziosità, la mancanza di sobrietà e il vizio. Prese parte attivamente alla gestione della chiesa di stato, in particolare sovrintendendo tutte le materie ecclesiastiche di patronato regio. Alla morte dell'arcivescovo di Canterbury John Tillotson nel dicembre del 1694, Maria era intenzionata a nominare a quell'incarico il vescovo di Worcester Edward Stillingfleet, ma Guglielmo gli preferì invece il vescovo di Lincoln Thomas Tenison.
La regina, pur alta (1.80) e dal fisico sano, abituato a camminare molto, si infettò di vaiolo nel tardo 1694 e ne morì il 28 dicembre, mentre il Tamigi era gelato. Fu sepolta nell'abbazia di Westminster. Guglielmo rimase re fino alla morte nel 1702 e gli succedette la cognata Anna, sorella minore di Maria. Henry Purcell scrisse la musica per il suo funerale (Music for the funeral of Queen Mary), un pezzo noto al pubblico per essere stato rielaborato da Wendy Carlos per la colonna sonora del film Arancia meccanica di Stanley Kubrick con il titolo di Beethoviana.

## Maria nella cultura di massa

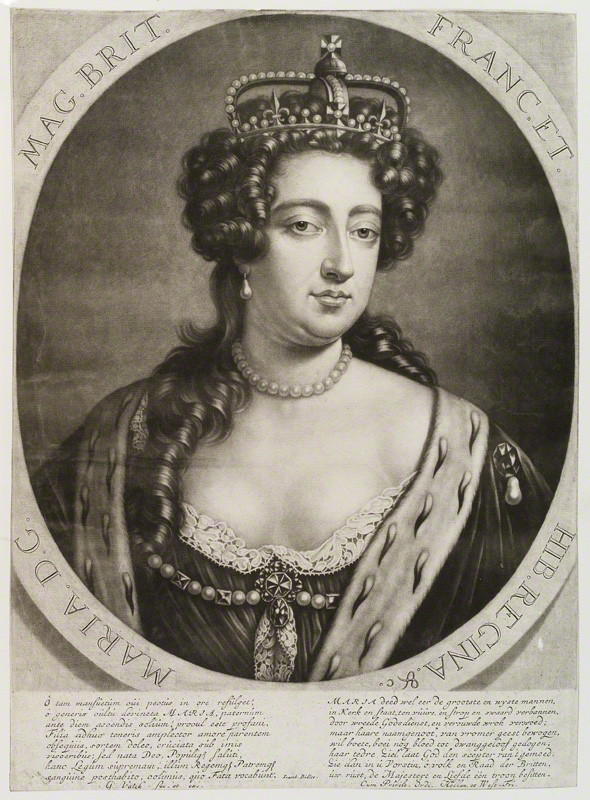
Maria II in una stampa d'epoca

Maria patrocinò la fondazione College of William and Mary (nell'attuale città di Williamsburg (Virginia)) nel 1693, supportata in questo da Thomas Bray, fondatore della Society for Promoting Christian Knowledge, che fu uno dei fondatori anche del Royal Hospital for Seamen, Greenwich, dopo la vittoria anglo-olandese nella Battaglia di La Hogue. Disegnò personalmente i giardini dei palazzi di Het Loo e Hampton Court e rese popolare la porcellana blu e bianca, oltre a diffondere l'uso decorativo dei pesci rossi nelle fontane inglesi.
Maria venne descritta dai giacobiti come una figlia traditrice che preferì distruggere suo padre a vantaggio proprio e del proprio marito. Nahum Tate nel suo A Present for the Ladies (1692) la comparava alla sua antenata Elisabetta I. La sua modestia e la diffidenza vennero lodate in opere come A Dialogue Concerning Women (1691) del poeta William Walsh, il quale la comparò a Cincinnato, il generale romano che portò a compimento il proprio compito al meglio, ma che successivamente per sua volontà abbandonò l'inseguimento del successo personale.
Una settimana prima della sua morte, Maria diede ordine di distruggere le proprie carte, ma i suoi diari sono sopravvissuti fino ai nostri giorni, come del resto alcune lettera al marito Guglielmo e a Frances Apsley. L'immagine giunta ai posteri di Maria, fu quella di una moglie legata al marito fino a definirsi sottomessa, che assunse il potere seppur riluttante, ma che seppe esercitarlo con considerevole abilità quando necessario, seppur deferente nei confronti del proprio coniuge-sovrano.

### Nei media
Maria venne raffigurata in una serie di film e serie televisive, dove venne interpretata da:
- Lisa Daniely nella miniserie The First Churchills del 1969
- Sarah Crowden nel film Orlando del 1992
- Rebecca Front nel film England, My England del 1995
- Victoria Wood nel film The League of Gentlemen's Apocalypse del 2005

## Titoli, trattamento e stemma

### Titoli e trattamento
- 30 aprile 1662 – 13 febbraio 1689: sua altezza reale lady Mary
- 4 novembre 1677 – 13 febbraio 1689: sua altezza reale la principessa d'Orange
- (in Inghilterra) 13 febbraio 1689 – 28 dicembre 1694: sua maestà la regina
- (in Scozia) 11 aprile 1689 – 28 dicembre 1694: sua maestà la regina

Guglielmo III e Maria II utilizzaro assieme la seguente titolatura: "Guglielmo e Maria, per grazia di Dio, re e regina d'Inghilterra, Francia e Irlanda, Difensori della Fede, ecc." quando ascesero al trono. Dall'11 aprile 1689, quando gli Stati di Scozia li riconobbero come sovrani, la coppia reale utilizzòla seguente titolatura: "Guglielmo e Maria, per grazia di Dio, re e regina d'Inghilterra, Scozia, Francia e Irlanda, Difensori della Fede, ecc."

### Stemma
Lo stemma utilizzato dal re e dalla regina venne così blasonato: inquartato, nel I e nel IV granquartato, d'azzurro a tre gigli d'oro (Francia) e di rosso a tre leoni passanti e guardanti in palo d'oro (Inghilterra); nel II d'oro al leone rampante con una doppia tressura fiorita e controfiorita di rosso (Scozia); nel III d'azzurro all'arpa d'oro cordata d'argento (Irlanda); sopra tutto lo scudetto d'azzurro billettato da un leone rampante d'oro (casata di Orange-Nassau).
|                                                                    |                                                                   |                                                                        |
| Stemma di Guglielmo e Maria, 1688, che mostra le loro armi in palo | Stemma di Guglielmo e Maria come regnanti congiunti d'Inghilterra | Stemma di Guglielmo e Maria come regnanti congiunti di Scozia dal 1691 |

## Ascendenza
|                                 |            |                      | Genitori                     |  |  | Nonni |  |  | Bisnonni                |  |  | Trisnonni                   |  |
|                                 |            |                      |                              |  |  |       |  |  | Giacomo I d'Inghilterra |  |  | Enrico Stuart, Lord Darnley |  |
|                                 |            |                      |                              |  |  |       |  |  | Giacomo I d'Inghilterra |  |  | Enrico Stuart, Lord Darnley |  |
|                                 |            | Maria I di Scozia    |                              |  |  |       |  |  | Giacomo I d'Inghilterra |  |  |                             |  |
| Carlo I d'Inghilterra           |            |                      |                              |  |  |       |  |  | Giacomo I d'Inghilterra |  |  |                             |  |
|                                 |            | Anna di Danimarca    | Federico II di Danimarca     |  |  |       |  |  |                         |  |  |                             |  |
|                                 |            | Anna di Danimarca    | Federico II di Danimarca     |  |  |       |  |  |                         |  |  |                             |  |
|                                 |            | Anna di Danimarca    | Sofia di Meclemburgo-Güstrow |  |  |       |  |  |                         |  |  |                             |  |
| Giacomo II d'Inghilterra        |            | Anna di Danimarca    |                              |  |  |       |  |  |                         |  |  |                             |  |
|                                 |            | Enrico IV di Francia | Antonio di Borbone           |  |  |       |  |  |                         |  |  |                             |  |
|                                 |            | Enrico IV di Francia | Antonio di Borbone           |  |  |       |  |  |                         |  |  |                             |  |
|                                 |            | Enrico IV di Francia | Giovanna III di Navarra      |  |  |       |  |  |                         |  |  |                             |  |
| Enrichetta Maria di Francia     |            | Enrico IV di Francia |                              |  |  |       |  |  |                         |  |  |                             |  |
|                                 |            | Maria de' Medici     | Francesco I de' Medici       |  |  |       |  |  |                         |  |  |                             |  |
|                                 |            | Maria de' Medici     | Francesco I de' Medici       |  |  |       |  |  |                         |  |  |                             |  |
|                                 |            | Maria de' Medici     | Giovanna d'Austria           |  |  |       |  |  |                         |  |  |                             |  |
| Maria II d'Inghilterra          |            | Maria de' Medici     |                              |  |  |       |  |  |                         |  |  |                             |  |
|                                 | Henry Hyde | Laurence Hyde        |                              |  |  |       |  |  |                         |  |  |                             |  |
|                                 | Henry Hyde | Laurence Hyde        |                              |  |  |       |  |  |                         |  |  |                             |  |
|                                 | Henry Hyde | Anne Sibell          |                              |  |  |       |  |  |                         |  |  |                             |  |
| Edward Hyde, conte di Clarendon | Henry Hyde |                      |                              |  |  |       |  |  |                         |  |  |                             |  |
|                                 |            | Mary Langford        | Edward Langford              |  |  |       |  |  |                         |  |  |                             |  |
|                                 |            | Mary Langford        | Edward Langford              |  |  |       |  |  |                         |  |  |                             |  |
|                                 |            | Mary Langford        | Mary St Barbe                |  |  |       |  |  |                         |  |  |                             |  |
| Lady Anna Hyde                  |            | Mary Langford        |                              |  |  |       |  |  |                         |  |  |                             |  |
|                                 |            | Sir Thomas Aylesbury | William Aylesbury            |  |  |       |  |  |                         |  |  |                             |  |
|                                 |            | Sir Thomas Aylesbury | William Aylesbury            |  |  |       |  |  |                         |  |  |                             |  |
|                                 |            | Sir Thomas Aylesbury | Anne Poole                   |  |  |       |  |  |                         |  |  |                             |  |
| Frances Aylesbury               |            | Sir Thomas Aylesbury |                              |  |  |       |  |  |                         |  |  |                             |  |
|                                 |            | Anne Denman          | Francis Denman               |  |  |       |  |  |                         |  |  |                             |  |
|                                 |            | Anne Denman          | Francis Denman               |  |  |       |  |  |                         |  |  |                             |  |
|                                 |            | Anne Denman          | Ann Blount                   |  |  |       |  |  |                         |  |  |                             |  |
|                                 |            | Anne Denman          |                              |  |  |       |  |  |                         |  |  |                             |  |